# Sphinx australis
Sphinx australis är en fjärilsart som beskrevs av Clark 1922. Sphinx australis ingår i släktet Sphinx och familjen svärmare. Inga underarter finns listade i Catalogue of Life.